# Malo filipina
Malo filipina is een kubuskwallensoort uit de familie van de Carukiidae. De wetenschappelijke naam van de soort is voor het eerst geldig gepubliceerd in 2012 door Bentlage & Lewis.